# Alexis Michelle
Alexander J. Michaels, plus connu sous le nom de scène Alexis Michelle, est une drag queen américaine principalement connue pour sa participation à la neuvième saison de RuPaul's Drag Race et à la huitième saison de RuPaul's Drag Race All Stars,.

## Jeunesse
Alexander J. Michaels naît le 16 octobre 1983 à Manhattan d'une famille de descendance juive roumaine et grandit à New York, dans l'État de New York, aux États-Unis,,. Sa cousine est la chanteuse Lisa Loeb,. Il reçoit son Bachelor of Fine Arts spécialisé en comédie musicale de l'Université du Michigan.

## Carrière
Alexander J. Michaels commence le drag à dix ans et commence sa carrière professionnelle en 2003. Il féminise son prénom et son nom de famille pour obtenir le nom de scène Alexis Michelle.
Le 2 février 2017, Alexis Michelle est annoncée comme l'une des quatorze candidates de la neuvième saison de RuPaul's Drag Race, où elle se place cinquième.
Elle crée son cabaret à Broadway, nommé Alexis, I Am!, qu'elle présente fréquemment au 54 Below.
Le 11 mai 2018, Alexis Michelle sort son premier album Lovefool.
Le 20 avril 2023, Alexis Michelle est annoncée comme l'une des douze candidates de la huitième saison de RuPaul's Drag Race All Stars.

## Filmographie

### Télévision
- 2017 : RuPaul's Drag Race : candidate, cinquième place (saison 9)[2]
- 2019 :
  - Dragnificent![12]
  - The Rachael Ray Show : invitée[13]
- 2020 : Hot Ones: The Game Show
- 2021 : Blue Bloods : Oscar/le barman (1 épisode)[14]
- 2023 : RuPaul's Drag Race All Stars : candidate (saison 8)[2]